# Іванов Володимир Федорович
Володи́мир Фе́дорович Івано́в (13 листопада 1937, село Сербка Комінтернівського району Одеської області — липень 2010) — український музикознавець, композитор, педагог. Член Національної спілки композиторів України.

## Біографія
1962 року закінчив музичне училище у Воронежі. 1967 року закінчив Одеську консерваторію.
Після закінчення консерваторії у 1967—1974 роках працював у Кам'янець-Подільському педагогічному інституті (нині Кам'янець-Подільський національний університет) асистентом, старшим викладачем, деканом музично-педагогічного факультету.
Від 1974 року живе та працює у Миколаєві.
Дружина Людмила Олександрівна Іванова — музикознавець.

## Праці
- Про невідомі твори М. Леонтовича // Музика. — 1970. — № 4.
- Згадки про вірмен у фольклорі Поділля // Народна творчість та етнографія. — 1971. — № 1 (у співавторстві з Тамарою Сис).
- М. Леонтович і музичний фольклор // Народна творчість та етнографія. — 1977. — № 6.
- Дмитро Бортнянський. — К.: Музична Україна, 1980.
- Микола Леонтович. Спогади, листи, матеріали. — К.: Музична Україна, 1982.
- Історія української музики. Програми педінститутів. — К.: РУМК, 1986.
- Музика в житті Ломоносова // Музика. — 1986. — № 4.
- Нове про Глухівську школу // Музика. — 1988. — № 6.
- Музика в життя Шевченка // Т. Г. Шевченко і загальнолюдські ідеали. Ч. III. — Одеса: ОДУ, 1989.
- Історія української дожовтневої музики. Методичні рекомендації. — Миколаїв: МДПІ, 1990.
- Перша музична академія // Музика. — 1991. — № 1.
- Січова співацька школа // Музика. — 1992. — № 4.
- Церковний композитор Кирило Стеценко // Православний вісник. — 1992. — № 4.
- Духовний композитор Ведель // Православний вісник. — 1992. — № 6.
- М. Леонтович. Духовні твори. — К.: Музична Україна, 1993.
- Березовський, Бортнянський, Ведель // Історія України в особах. — Ч. 2. — Миколаїв: МО України, МДПІ, 1993.
- Стихири в нотолинейных ирмологионах XVII—XVIII вв. // Одеський музыковед. — Одеса: СКУ, 1994.
- Співаю богу моєму. До портрету композитора П. Турчанінова // Українська культура. — 1996. — № 3.
- Співацька освіта в Україні у XVIII ст. — К.: Музична Україна, 1997.
- Навчання церковного співу у ІХ—XVII ст. — К.: Музична Україна, 1997.
- Учитель людства // Українська культура. — 1997. — № 8.
- Маловідомі сторінки біографії М. Леонтовича // Український музичний архів. — Випуск З. — 1999.
- Словник термінів і слів українського церковного співу. — Миколаїв: МО України, МДПІ, 1998.
- Формирование графики в развитии интонационного языка человечества // Зниология XXI века. — Одеса: Знио. — 2004.
- Етномузичні традиції українського народу у розвитку особисті школяра // Науковий вісник МДУ. Випуск 8. — Миколаїв: МОН України, МДУ, 2004.
- Культурно-освітянські традиції «Спаса» та завдання етнопедагогіки // Науковий вісник МДУ. Випуск 10. — Миколаїв: МОН України, МДУ, 2005.
- Тадеуш Ганицький. — Кам'янець на Поділлі — Миколаїв — Вінниця: ВМГО «Розвиток», 2007.
- Леонтович — збирач народних пісень. — Миколаїв — Вінниця: ВМГО «Розвиток», 2007 (у співавторстві з Людмилою Івановою).